# Новая Ивановка (Саратский район)
Новая Ивановка (укр. Нова Іванівка) — село, относится к Саратскому району Одесской области Украины.
Население по переписи 2001 года составляло 104 человека. Почтовый индекс — 68223. Телефонный код — 4848. Занимает площадь 0,12 км². Код КОАТУУ — 5124582407.

## Местный совет
68223, Одесская обл., Саратский р-н, с. Мирнополье, ул. Ленина, 38